# Let 3
Let 3 is een Kroatische muziekgroep.

## Biografie
Let 3 (Kroatisch voor Vlucht 3) werd in 1987 opgericht in Rijeka. De band staat bekend om diens obscene gebaren tijdens optredens en provocatieve en vulgaire liedjesteksten.
Begin 2023 nam de groep deel aan Dora, de Kroatische preselectie voor het Eurovisiesongfestival. Met het nummer Mama ŠČ! wonnen ze, waardoor de band Kroatië mag vertegenwoordigen op het Eurovisiesongfestival 2023 in het Britse Liverpool.Hier behaalde ze de 13e plek met 123 punten.
1993: Put · 
1994: Tony Cetinski · 
1995: Magazin & Lidija · 
1996: Maja Blagdan · 
1997: ENI · 
1998: Danijela · 
1999: Doris Dragović · 
2000: Goran Karan · 
2001: Vanna · 
2002: Vesna Pisarović · 
2003: Claudia Beni · 
2004: Ivan Mikulić · 
2005: Boris Novković · 
2006: Severina · 
2007: Dragonfly feat. Dado Topić · 
2008: Kraljevi Ulice & 75 Cents · 
2009: Igor Cukrov feat. Andrea Šušnjara · 
2010: Feminnem · 
2011: Daria Kinzer · 
2012: Nina Badrić · 
2013: Klapa s Mora · 
2016: Nina Kraljić · 
2017: Jacques Houdek · 
2018: Franka Batelić · 
2019: Roko · 
2021: Albina Grčić · 
2022: Mia Dimšić · 
2023: Let 3 · 
2024: Baby Lasagna · 
2025: Marko Bošnjak